# أرنت كوب
أرنت كوب (بالإنجليزية: Arnett Cobb) هو عازف ساكسفون وملحن أمريكي، ولد في 10 أغسطس 1918 في هيوستن في الولايات المتحدة، وتوفي بنفس المكان في 24 مارس 1989.

## وصلات خارجية
- أرنت كوب على موقع IMDb (الإنجليزية)
- أرنت كوب على موقع ميوزك برينز (الإنجليزية)
- أرنت كوب على موقع أول ميوزيك (الإنجليزية)
- أرنت كوب على موقع ديسكوغز (الإنجليزية)
- أرنت كوب على موقع قاعدة بيانات الفيلم (الإنجليزية)